# Віт (округ, Вірджинія)
Шаблон:StateAbbr_ 36°55′ пн. ш. 81°05′ зх. д. / 36.92° пн. ш. 81.09° зх. д.
Округ Віт (англ. Wythe County) — округ (графство) у штаті Вірджинія, США. Ідентифікатор округу 51197.
Названий на честь Джорджа Віта — одного з підписантів Декларації незалежності США від Вірджинії.

## Історія
Округ утворений 1790 року.

## Демографія
За даними перепису 2000 року загальне населення округу становило 27599 осіб, зокрема міського населення було 6836, а сільського — 20763. Серед мешканців округу чоловіків було 13177, а жінок — 14422. В окрузі було 11511 домогосподарств, 8103 родин, які мешкали в 12744 будинках. Середній розмір родини становив 2,83.
Віковий розподіл населення поданий у таблиці:
| Стать    | До 15 років | 15-21 | 22-29 | 30-39 | 40-49 | 50-65 | 65-85 | Понад 85 |
| -------- | ----------- | ----- | ----- | ----- | ----- | ----- | ----- | -------- |
| Чоловіки | 2499        | 1154  | 1346  | 2018  | 2044  | 2429  | 1569  | 118      |
| Жінки    | 2418        | 1145  | 1374  | 2069  | 2173  | 2567  | 2255  | 421      |

## Суміжні округи
- Бленд — північ
- Пуласкі — схід
- Керролл — південний схід
- Грейсон — південь
- Сміт — захід

## Виноски
1. ↑  U.S. Decennial Census. United States Census Bureau. Архів оригіналу за 26 квітня 2015. Процитовано 5 січня 2014.
2. ↑  Historical Census Browser. University of Virginia Library. Архів оригіналу за 11 серпня 2012. Процитовано 5 січня 2014.
3. ↑  Population of Counties by Decennial Census: 1900 to 1990. United States Census Bureau. Архів оригіналу за 15 грудня 2013. Процитовано 5 січня 2014.
4. ↑  Census 2000 PHC-T-4. Ranking Tables for Counties: 1990 and 2000 (PDF). United States Census Bureau. Архів оригіналу (PDF) за 18 грудня 2014. Процитовано 5 січня 2014.
5. ↑  State & County QuickFacts. United States Census Bureau. Архів оригіналу за 22 липня 2011. Процитовано 5 січня 2014.(англ.) Наведено за англійською вікіпедією.
6. ↑  American FactFinder. Бюро перепису населення США. Архів оригіналу за 21 травня 2008. Процитовано 31 січня 2008.

| США | Це незавершена стаття з географії США. Ви можете допомогти проєкту, виправивши або дописавши її. |